# Przełęcz Dębowa
Przełęcz Dębowa (niem. Jubiläums Eiche, Leuchtscherbelplan, 381 m n.p.m.) – przełęcz w Masywie Ślęży na Przedgórzu Sudeckim, pomiędzy Wieżycą na północy, Bartoszkiem na południowym zachodzie, kończącym północno-wschodni grzbiet Ślęży.

## Szlaki turystyczne
Drogą grzbietową:
- Świdnica - Przełęcz Tąpadła - Ślęża - Bartoszek - Przełęcz Dębowa - Wieżyca - Sobótka